# Хейвалы
Хейвалы (азерб. Heyvalı), ранее — Дрмбон (азерб. Drmbon, азерб. Drombon, азерб. Drınbon), — село в Агдеринском районе Азербайджана, является центром Хейвалинского сельского административно-территориального округа.

## Топонимика
Ойконим Хейвалы в переводе с азербайджанского языка (азерб. Heyvalı) означает «место с айвовыми деревьями».

## География
Село Хейвалы является центром Хейвалинского сельского административно-территориального округа Агдеринского района, при этом в состав этого сельского административно-территориального округа входит также и село Яйыджы.
Село расположено в 30 км к западу от районного центра города — Агдере, в 2 км от правого берега реки Тертер, у дороги Евлах-Истису, в подножиях Карабахского хребта, на правом берегу Сарсангского водохранилища.

## История
В советский период на 1 января 1977 года село называлось Дрмбон и являлось центром Дрмбонского сельсовета Мардакертского района Нагорно-Карабахской автономной области (НКАО) Азербайджанской ССР.

### Карабахский конфликт
2 сентября 1991 года на совместной сессии Нагорно-Карабахского областного и Шаумяновского районного Советов народных депутатов была принята Декларация о провозглашении Нагорно-Карабахской Республики в границах Нагорно-Карабахской автономной области (НКАО) и сопредельного Шаумяновского района Азербайджанской ССР. 26 ноября 1991 года Верховный Совет Азербайджанский Республики принял закон «Об упразднении Нагорно-Карабахской автономной области Азербайджанской Республики». В этом законе было постановлено помимо упразднения Нагорно-Карабахской Автономной Области (НКАО), в том числе также и переименование Мардакертского района в Агдеринский.
В связи с Карабахским конфликтом Агдеринский район во время Первой карабахской войны оказался в зоне боевых действий. В ходе летнего наступления 1992 года Азербайджанские войска восстановили контроль над большей частью Агдеринского района. Утром 4 июля 1992 года Азербайджан восстановил контроль над городом Агдере. 5 сентября 1992 года Азербайджанские войска почти после недели боёв восстановили контроль над селом.
Решением Милли Меджлиса Азербайджанской Республики от 13 октября 1992 года от Агдеринский район был ликвидирован, а территория упразднённого района была разделена между Агдамским, Кельбаджарским и Тертерским районами, и при этом это село было передано в состав Кельбаджарского района. Решением же Милли Меджлиса Азербайджанской Республики от 29 декабря 1992 года село было переименовано в Хейвалы.
Однако в результате наступления армянским войскам к 25 февраля 1993 года удалось занять территорию почти всего на тот момент бывшего Агдеринского района. В 1993 году в течение трёх суток армянскими вооружёнными формированиями было занято 9 сёл бывшего на тот момент Агдеринского района, включая село Хейвалы. 27 июня, а по другим данным 7 июля 1993 года армянские вооружённые формирования заняли город Агдере. Таким образом, село Хейвалы попало под контроль непризнанной Нагорно-Карабахской Республики (НКР) и согласно административно-территориальному делению непризнанной республики село входило в состав Мартакертского района НКР и называлось Дрмбон (арм. Դրմբոն).
Согласно Трёхстороннему Заявлению в ночь с 9 по 10 ноября 2020 года, подписанному по итогам Второй Карабахской войны, село перешло под контроль Российских миротворческих сил.
По итогам боевых действий в сентябре 2023 года Азербайджан восстановил свой контроль над селом и над всей территорией на тот момент бывшего Агдеринского района.
Законом от 5 декабря 2023 года в связи с воссозданием Агдеринского района из частей Агдамского, Кельбаджарского и Тертерского районов, Хейвалинский сельский административно-территориальным округ вместе с входящим в него селом Хейвалы был передан из состава Кельбаджарского района в состав Агдеринского района. В настоящее время село Хейвалы является центром Хейвалиского сельского административно-территориального округа Агдеринского района Азербайджана.

## Транспорт

### Автотрасса
Через село проходит трасса соединяющая Агдере с Ханкенди. Магистраль Ханкенди — Хейвалы ремонтировался за счёт средств Всеармянского фонда «Айастан» в рамках проекта «Север-Юг». Проект был запущен в 2000 году и предусматривает ремонт 169-километровой дороги, проходящей через Ханкенди и связывающей друг с другом все регионы.

## Экономика
В советский период население села занималось зерноводством, табаководством и животноводством. В селе были восьмилетняя школа, клуб, киноустановка, отделение связи.

### Горно-обогатительный комбинат
Горно-обогатительный комбинат действовал в Нагорном Карабахе с осени 2003 г. Среднемесячная производительность предприятия составляла 16-18 тысяч тонн руды. Концентрат с содержанием золота и меди, полученный в результате обработки руды, подвергался плавке на Алавердском металлургическом комбинате в Армении. Благодаря новому оборудованию этот горнообогатительный комбинат тогда получил возможность ежемесячной переработки до 30 тыс.т руды. На предприятии работало более 1100 человек (в том числе 40 жителей села Хейвалы), средняя заработная плата которых составляла 176 тыс. драмов. Объём годового производства составляла порядка 10-11 млн дол. Параллельно с производственной деятельностью велись активные геологоразведочные работы. Планировалось завершить в течение года изучение одного-двух новых месторождений и начать их эксплуатацию. Наиболее перспективным являлось месторождение в близлежащем селе Мехмана. Производительность обогатительной фабрики 450 000 т. в год с выпуском медного концентрата. В 2008 году была запланирована модернизация флотационного отделения ОФ оборудованием. В мае 2008 года был завершён первый этап работ: осуществлён монтаж пятикамерной пневмомеханической флотомашины РИФ-25, контактных чанов КЧ-25 ёмкостью 25 м³, гидроциклонов, автоматических современных дозаторов реагентов УДР — РИФ, автоматического регулятора уровня пульпы и расхода воздуха АССУП-РВ в камерах флотомашин РИФ.
Расхищение природных ресурсов Карабаха Арменией являлось одной из причин экологических протестов, вызвавшую блокаду Нагорного Карабаха.

## Достопримечательсти
В селе был установлен памятник в честь погибших соотечественников в Великой Отечественной войне.

## Галерея

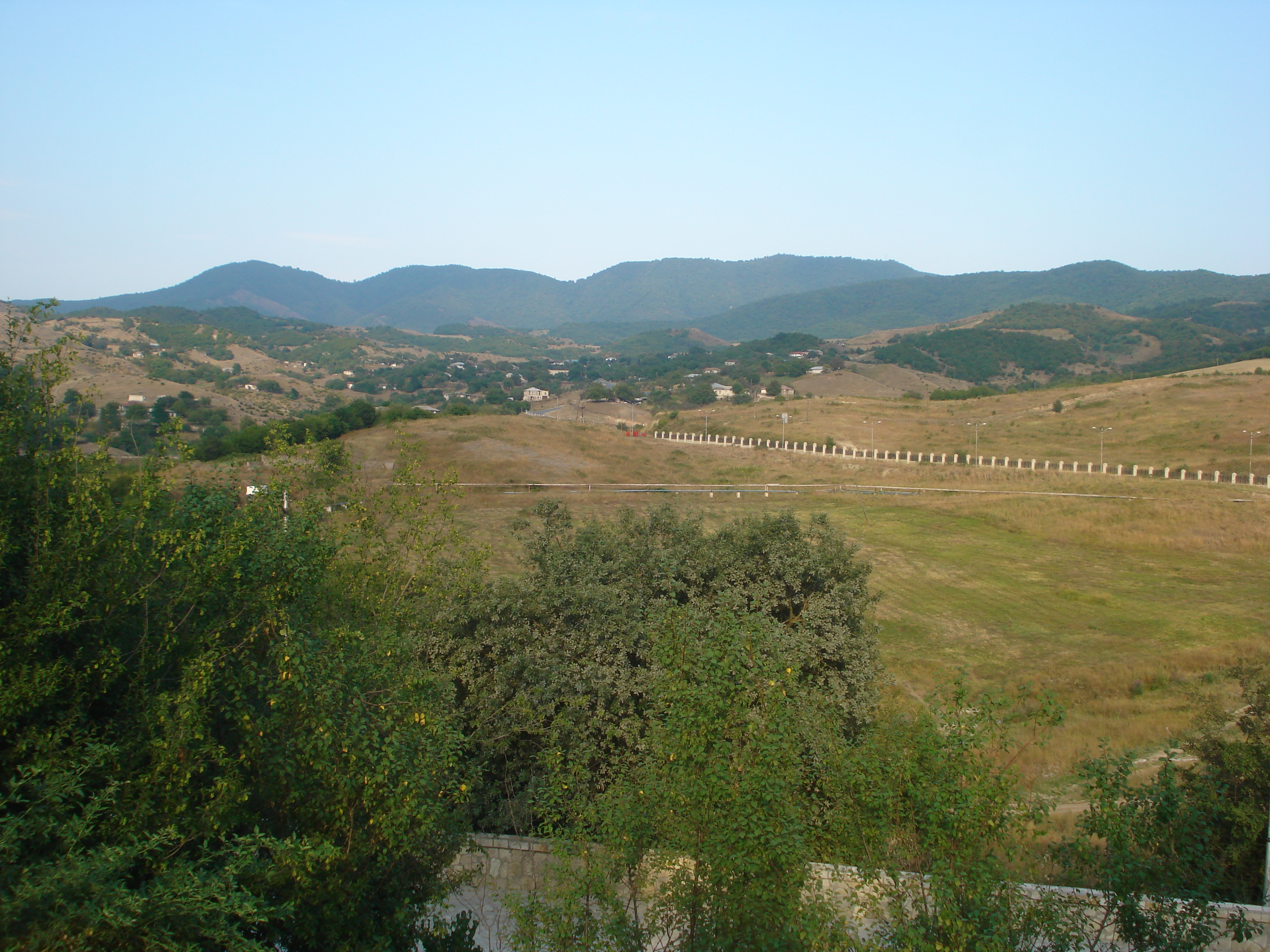
Хейвалы
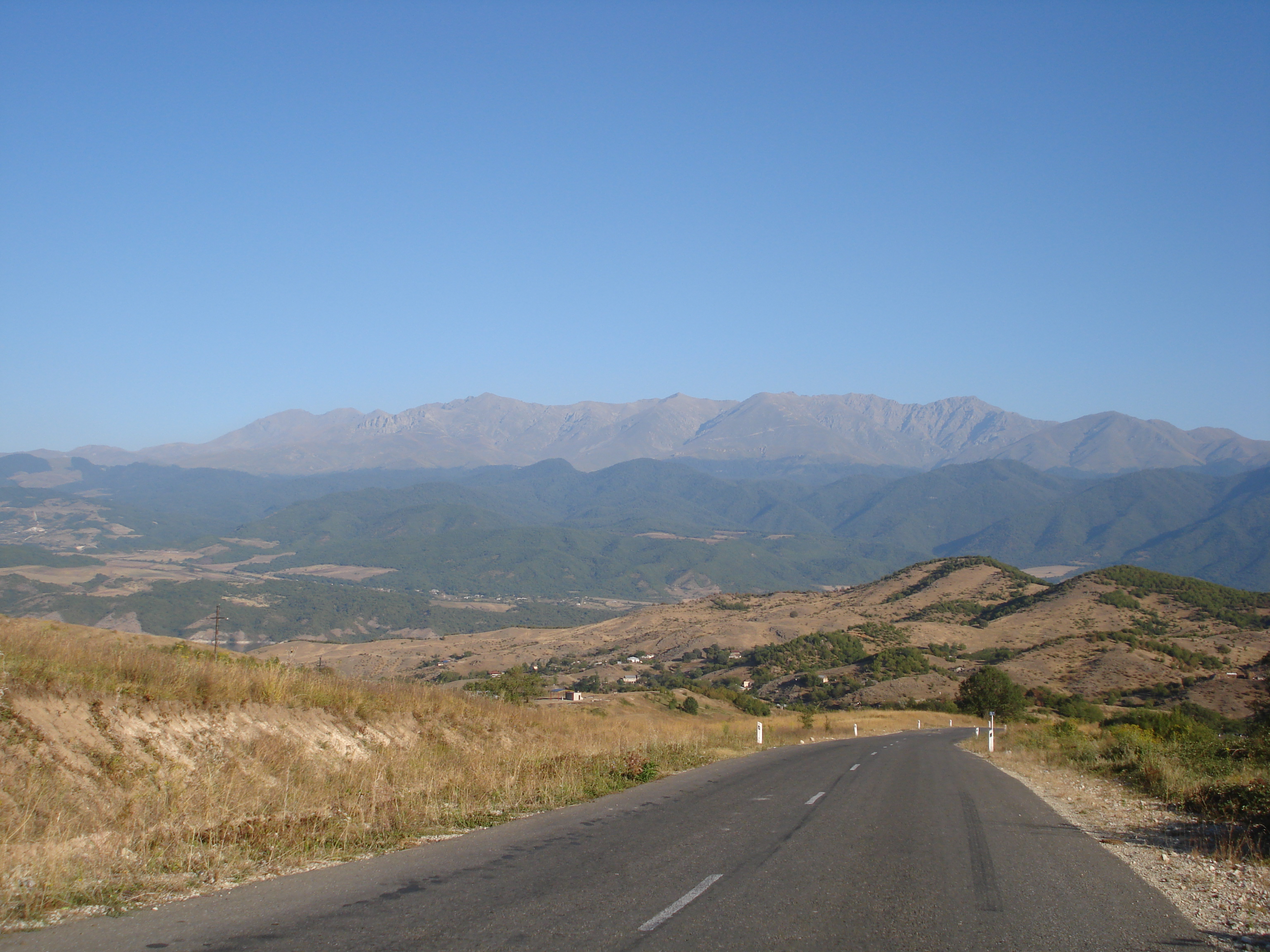
Трасса соединяющая Агдере с Ханкенди на подходе к селу
Обогатительная фабрика
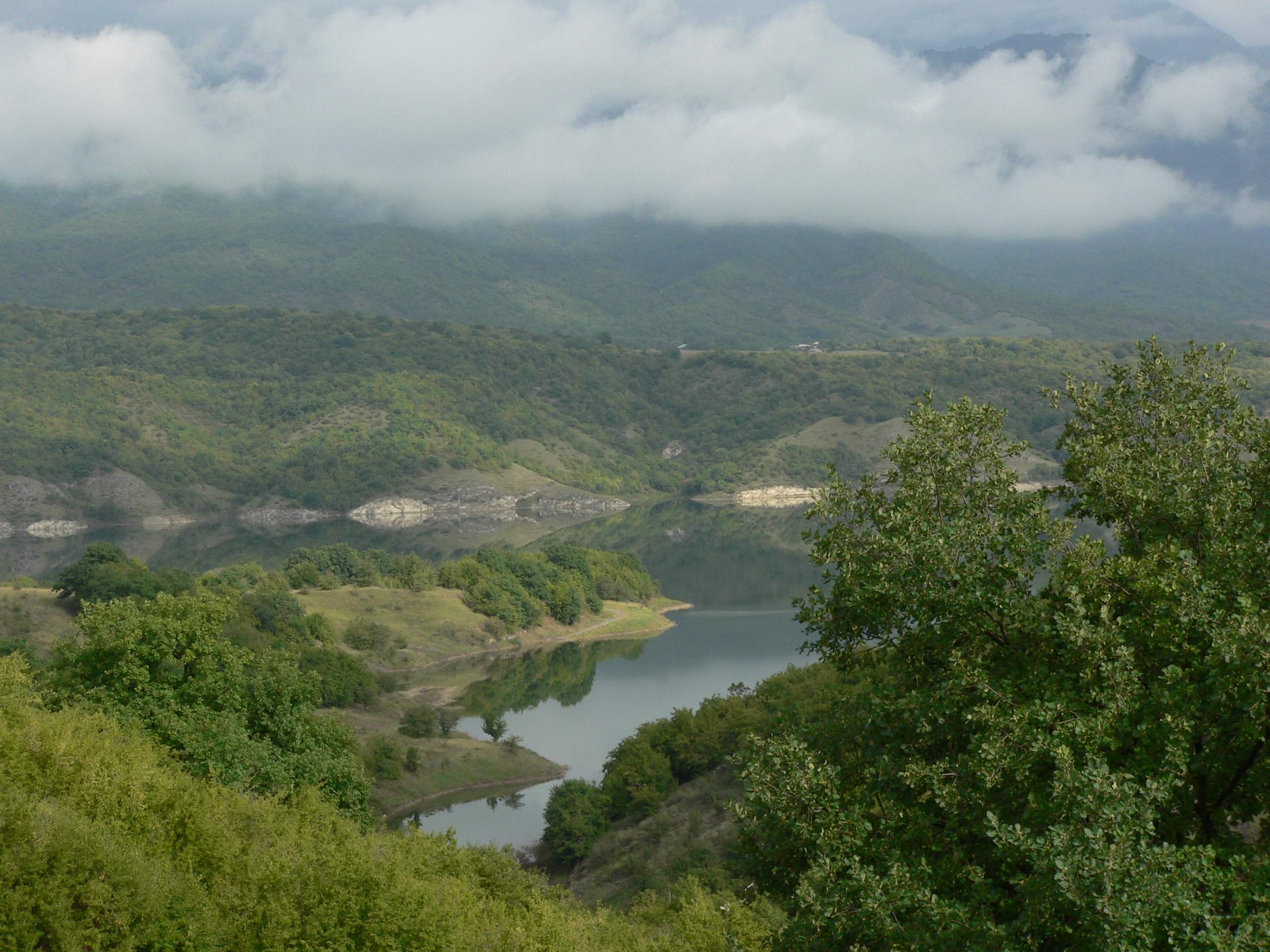
Сарсангское водохранилище